# Торбидо, Франческо
Франческо Торбидо (итал. Francesco Torbido), он же Франческо Индия (итал. Francesco India), по прозванию Иль Моро (итал. Il Moro; 1482 / 1485, Венеция, Венецианская республика — конец 1561, Верона, Венецианская республика) — итальянский живописец, писавший картины в стиле ренессанса.

## Биография
Родился между 1482 и 1485 годом в Венеции в семье веронца Марко Индия, который, предположительно тоже был художником. Обучался живописи в мастерской Джорджоне. По неизвестной причине (согласно версии Джорджо Вазари, спасаясь от серьёзной тяжбы), в возрасте восемнадцати лет, бежал в Верону. Здесь поступил подмастерьем в мастерскую Либерале да Верона, где продемонстрировал талант живописца, став лучшим его учеником.
Превосходный портретист, в картинах этого жанра, Торбидо пользовался техникой, которой обучился у Джорджоне. Как и многие художники его времени, большое внимание он уделял заказам, связанным с сакральным искусством, но не отказывался и от многочисленных заказов на портреты. В преклонном возрасте Торбидо снова поселился в Венеции, где жил с 1546 до 1550 год. Затем он опять вернулся в Верону. В этом городе живописцу покровительствовали представители местной аристократии, такие, как графы Джусти.
Исследователи говорят о Торбидо, как об опытном колористе, креативном художнике с сильным разнообразием стилей от полотна к полотну. В его мастерской в Вероне обучались живописи Баттиста дель Аньоло дель Моро, Паоло Фаринати, Джованни Баттиста Дзелотти, Ансельмо Каннери и Паоло Кальяри, прозванный Веронезе.
Большая часть произведений Торбидо в настоящее время находится в Вероне. Это прежде всего произведения сакрального искусства: «Алтарь Мадонны со святыми» 1520 года в базилике Сан-Дзено, алтарный образ «Мадонна во славе с архангелом Рафаилом и святой Юстиной» 1523 года в церкви Сан-Фермо, «Мадонна со святыми Филиппом и Яковом» в церкви в Эрбеццо. Между 1526 и 1530 годами для часовни Фонтанелла в церкви Санта-Мария-ин-Органо им были написаны четыре фрески святых. В 1534 году Торбидо завершил работу над фресками над хорами в соборе Вероны. По заказу епископа Джованни Маттео Джиберти он изобразил Успение Девы Марии в стиле Джулио Романо. В 1535 году переехав из Вероны во Фриули, художник расписывал фрески над хорами главного храма аббатства Розаццо. Он изобразил «Преображение Господне», «Призвание Петра и Андрея», «Лов рыбы на Геннисаретском озере» и четырёх евангелистов с их символами. Около 1540 года для церкви Сант’Эуфемия Торбидо написал картину «Святая Варвара во славе со святыми Антонием и Рохом». После 1546 года в Венеции написал четыре сцены из Книги Бытия для школы Святейшей Троицы.
Среди написанных им многочисленных портретов особого внимания заслуживают полотно 1516 года «Портрет молодого человека с розой» в собрании Старой Пинакотеки в Мюнхене, «Портрет мужчины и женщины» в частной коллекции Береи в штате Кентукки, полотно 1520 года «Портрет мужчины» в Пинакотеке Брера в Милане. Его картина «Мистическое обручение святой Екатерины», ныне в Потсдаме, в своё время произвело сильное впечатление на художника Корреджо. Полотно было процитировано его учеником Паоло Веронезе уже после смерти учителя в 1575 году. Торбидо умер в Вероне в конце 1561 года.